# باشگاه فوتبال شاه‌داغ قوبا
باشگاه فوتبال اسپارتاک / شاه‌داغ قوبا (به لاتین: Spartak Guba FK) یک باشگاه و تیم فوتبال پیشین در جمهوری آذربایجان است.